# Arline
Arline  è un nome proprio di persona inglese femminile.

## Varianti
- Femminili: Arleen[1][3], Arlene[1][2][3]
  - Ipocoristici: Arlie[1]

## Origine e diffusione
Venne utilizzato da Michael William Balfe per la protagonista della sua opera del 1843 The Bohemian Girl, e la sua origine è ignota. 
Secondo alcune fonti, Balfe potrebbe averlo inventato di sana pianta, mentre secondo altre sarebbe una variante di Arlette. Altre fonti ancora, invece lo indicano come ipocoristico di altri nomi che finiscono per -arleen, -arline e -arlene, come Charleen e Marleen. Nel suo Character Naming Sourcebook, Sherrilyn Kenyon lo dice di origine irlandese e col significato di "giuramento", ma non fornisce ulteriori spiegazioni.
L'uso del nome è attestato in Québec dall'inizio del XIX secolo, estendendosi al resto dei paesi inglesi nel corso del secolo.
Va notato che Arlie, oltre ad essere una forma abbreviata di Arline, è anche un nome sia maschile che femminile derivato da un cognome che significa "bosco dell'aquila" in inglese antico.

## Onomastico
Il nome è adespota, cioè non è portato da alcuna santa. L'onomastico ricade quindi il 1º novembre, giorno di Ognissanti.

## Persone

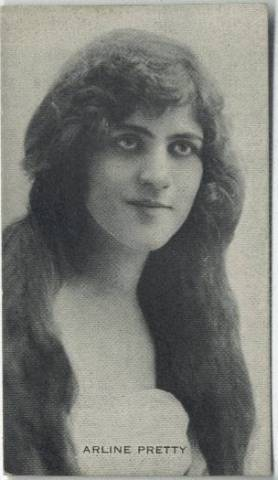
Arline Pretty

- Maxine Arline Morris, sacerdotessa wiccan britannica
- Arline Pretty, attrice statunitense

### Variante Arlene
- Arlene Dahl, attrice statunitense
- Arlene Foster, politica nordirlandese
- Arlene Francis, attrice statunitense
- Arlene Howell, modella statunitense
- Judith Arlene Resnik, astronauta statunitense
- Arlene Xavier, pallavolista brasiliana

### Variante Arleen
- Arleen Auger, soprano statunitense

## Il nome nelle arti
- Arline è un personaggio dell'opera di Michael William Balfe The Bohemian Girl, e delle opere da essa derivate.
- Arlene "Butterfly" è un personaggio del film del 2007 Grindhouse - A prova di morte, diretto da Quentin Tarantino.
- Arline Davis è un personaggio del film del 1935 Donne di lusso 1935, diretto da Busby Berkeley.
- Arlene Fowler è un personaggio della serie televisiva True Blood e dei romanzi del Ciclo di Sookie Stackhouse, scritti da Charlaine Harris, da cui essa è tratta.
- Arleen Gonzales è un personaggio della serie televisiva Law & Order: LA.
- Arline Greenbaum è un personaggio del film del 1996 Infinity, diretto da Matthew Broderick.
- Arlene Lorenzo è un personaggio del film del 1999 Le ragazze della Casa Bianca, diretto da Andrew Fleming.
- Arlene McLaren è un personaggio della commedia di Neil Simon Fantasma d'amore.
- Arlene Travis è un personaggio della serie televisiva Grey's Anatomy.
- Arlene Whitlock è un personaggio del film del 2011 Fantasmi da Marte, diretto da John Carpenter.

## Curiosità
- Arlene è il nome dato ad un uragano atlantico formatosi nel giugno 2011.